# Trescasas
Trescasas és un municipi de la província de Segòvia, a la comunitat autònoma de Castella i Lleó.

## Demografia
| 1991 | 1996 | 2001 | 2004 | 2007 | 2008 | 2009 | 2010 | 2011 | 2012 | 2014 | 2015 | 2016 | 2017 | 2018 |
| ---- | ---- | ---- | ---- | ---- | ---- | ---- | ---- | ---- | ---- | ---- | ---- | ---- | ---- | ---- |
| 155  | 234  | 334  | 328  | 590  | 718  | 775  | 869  | 925  | 968  | 991  | 998  | 1014 | 1059 | 1064 |

## Administració
| Període      | Nom de l'alcalde/-essa                            | Partit polític | Data de possessió |
| ------------ | ------------------------------------------------- | -------------- | ----------------- |
| 1979 - 1983  | Julián Sanz Rodríguez                             | UCD            | 19/04/1979        |
| 1983 - 1987  | Pablo García Sanz                                 | AP             | 28/05/1983        |
| 1987 - 1991  | Pablo García Sanz                                 | AP             | 30/06/1987        |
| 1991 - 1995  | Pablo García Sanz                                 | PP             | 15/06/1991        |
| 1995 - 1999  | Pablo García Sanz                                 | PP             | 17/06/1995        |
| 1999 - 2003  | Pablo García Sanz                                 | PP             | 03/07/1999        |
| 2003 - 2007  | María Angelez Gómez Martín                        | PSOE           | 14/06/2003        |
| 2007 - 2011  | María García García                               | PP             | 16/06/2007        |
| 2011 - 2015  | Pedro Galindo Sanz Enriqueta Martínez-Marín Lacer | PP             | 11/06/2011        |
| 2015 - 2019  | Borja Lavandera Alonso                            | PSOE           | 13/06/2015        |
| 2019 - 2023  | Borja Lavandera Alonso                            | PSOE           | 15/06/2019        |
| Des del 2023 | Borja Lavandera Alonso                            | PSOE           | 17/06/2023        |